# Rhabdoturnaca subcarnea
Rhabdoturnaca subcarnea är en fjärilsart som beskrevs av W. Warren 1903. Rhabdoturnaca subcarnea ingår i släktet Rhabdoturnaca och familjen tandspinnare. Inga underarter finns listade.